# جاك توبين
جاك توبين (بالإنجليزية: Jack Tobin) هو لاعب كرة قاعدة أمريكي، ولد في 4 مايو 1892 في ميزوري في الولايات المتحدة، وتوفي في 10 ديسمبر 1969 في سانت لويس في الولايات المتحدة.

## وصلات خارجية
- جاك توبين على موقع دوري كرة القاعدة الرئيسي (الإنجليزية)
- جاك توبين على موقعبيزبول رفرنس.كوم (الدوري الرئيسي) (الإنجليزية)
- جاك توبين على موقعبيزبول رفرنس.كوم (الدوري الثانوي) (الإنجليزية)
- جاك توبين على موقع مشجعي الرسوم البيانية (الإنجليزية)